# Ariadne suffusa
Ariadne suffusa är en fjärilsart som beskrevs av James John Joicey och Talbot 1921. Ariadne suffusa ingår i släktet Ariadne och familjen praktfjärilar. Inga underarter finns listade i Catalogue of Life.